# فرود بر ماه (آلبوم)
فرودبرماه چهارمین آلبوم استودیویی از خواننده و ترانه سرای انگلیسی جیمز بلانت است. این آلبوم در تاریخ ۱۸ اکتبر ۲۰۱۳ انتشار یافت و ادامه‌ای است بر آلبوم قبلی این خواننده به نام نوعی از مشکل(۲۰۱۰).
افرادی نظیر استوی مک، استیو رابسون، دن ویلسون و رایان تدر در ساخت این آلبوم کمک کرده‌اند. تام روث رات نیز تهیه‌کننده این اثر می‌باشد.